# Jacksepticeye
Seán William McLoughlin, znany pod pseudonimem Jacksepticeye (ur. 7 lutego 1990 w Cloghan) – irlandzki youtuber, znany ze swoich vlogów i serii Let’s Play. 15 października 2020 jego kanał zdobył ponad 13 miliardów wyświetleń i 26 milionów subskrybentów. Kanał Jacksepticeye jest najczęściej subskrybowanym kanałem w Irlandii.

## Życiorys
Seán William McLoughlin urodził się 7 lutego 1990 roku w Cloghan w hrabstwie Offaly. Otrzymał przydomek „Jack Septic Eye” po wypadku podczas meczu piłki nożnej, w którym doznał kontuzji oka. Jako nastolatek przeprowadził się z rodzicami do chaty z bali w Ballycumber w hrabstwie Offaly. Został perkusistą heavymetalowego zespołu Raised to the Ground, z którym w 2009 roku wydał jedną EP-kę zatytułowaną Risen from the Ashes. Następnie przeniósł się do mieszkania w Athlone w hrabstwie Westmeath.
Pierwsze filmy z gier na YouTube zaczął udostępniać w listopadzie 2012, chociaż kanał powstał pięć lat wcześniej. W 2013 McLoughlin został wymieniony w filmie PewDiePie, co przysporzyło mu popularności; w ciągu czterech dni liczba subskrybentów zwiększyła się z 2,5 do ponad 15 tys. W lipcu 2014 roku kanał JackSepticEye miał ponad 57 milionów wyświetleń. W tym czasie jego kanał miał 800 tys. subskrybentów. Do lutego 2015, kanał osiągnął miliard wyświetleń i 3.2 miliona subskrybentów.